# الخبز (مكياج)
الخبز أو خبز الوجه المعروف أيضًا باسم «الطبخ»، هو تقنية مكياج مستخدمة في الأصل في مجتمع الدراق (Drag) الآن شعبية من قبل المشاهير وخبراء المكياج.
تتضمن هذه التقنية وضع كمية كبيرة من المسحوق الشفاف تحت العينين وعلى المناطق البارزة في الوجه، بما في ذلك منطقة "T" وهي (الجبهة، الأنف، الذقن) لإعداد المكياج الأساسي.
كما أنها تستخدم للتحكم في زيوت البشرة.
يمكن استخدام هذه التقنية على مجموعة متنوعة ومختلفة من أنواع البشرة ودرجات الوانها لتسليط الضوء على منطقة تحت العين والمناطق البارزة في الوجه مثل عظام الخد وجسر الأنف والذقن والجبهة.
تتمثل آثار المسحوق في امتصاص زيوت الوجه ومساعدة الأساس على الذوبان في الجلد.
كما أنه يمنع التجاعيد في المناطق المخبوزة بالإضافة لزيادة التغطية وزيادة فترة ثبات المكياج ليبدو الوجه غير لامع.

## لمحة تاريخية قصيرة
تعتبر تقنية مستحضرات التجميل الخاصة بالخبز «تقنية مكياج قديمة جدًا» يمكن تتبعها في أوقات مثل مصر القديمة والعصر الفيكتوري المبكر.
فيستخدم أعضاء المجتمع المصري من الطبقة العليا المكياج لعرض ثرواتهم ومعتقداتهم ومواقفهم داخل المجتمع.
تعتبر مستحضرات التجميل رمزا للمكانة العالية وعلامة للقداسة وغالبا ما كانت جزءا رئيسيا من مراسم الدفن إلى جانب المجوهرات.
على الرغم من أن المصريين يشتهرون بالمكياج الثقيل للعيون، إلا أن منتجات الوجه كانت تُستخدم أيضًا ولكنها كانت تركز تركزًا أساسيًا على الوجنتين.
بصرف النظر عن حقيقة تطور المكياج مع مرور الوقت، إلا أنه ظل مفهومًا أيديولوجيًا للثروة وعرضًا للطبقة. في الفترة التي سبقت وعبر أوائل العصر الفيكتوري، أخذت مستحضرات التجميل جوانبًا من مصر القديمة وبدأت تستخدمها الممثلات والمومسات لتحديد الوجه والعينين، لكن هذا الأمر أدانته الملكة إليزابيث الأولى التي وصفت نوع المكياج الداكن بأنه «مبتذل».
من عصر النهضة حتى القرن العشرين، عملت الطبقة الكادحة غالباً في وظائف مثل العمل الزراعي، وبالتالي فإن البشرة البريطانية النمطية ذات الألوان الفاتحة أصبحت مظلمة بسبب التعرض لأشعة الشمس، مما أدى إلى شيوع «الوجوه الشاحبة»  في أوروبا القارية. استخدم الملوك والطبقات العليا خاصة هذا النوع من المستحضرات التجميلية لفصلهم عن الفقراء.
فكلما كانت البشرة أكثر بياضاً، كان الشخص أعلى طبقةً ونبلاً؛ ولذلك تشتهر الملكة إليزابيث الأولى ببشرتها الشاحبة.

## الرواج
سلّط المشاهير مثل (كيم كارداشيان) الضوء على تقنية الخبز الذي يستخدم عليها خبير المكياج (ماريو ديديفانوفيتش) هذه التقنية الشهيرة لتثبيت مكياج الكارداشيان للمناسبات، مؤكداً أن هذه التقنية لا ينبغي أن تستخدم كل يوم، كما أنه يستخدمها فقط للمشاهير لإضفاء مظهر «دراماتيكي، دائم، غير لامع على الوجه» أو إذا كان يعمل على فناني المسرح. تم إلقاء الضوء على هذه التقنية أيضًا مع زيادة ظهور مجتمع (drag) بعد العرض التلفزيوني الشهير (RuPaul's Drag Race) فيمكن رؤية تقنية الخبز في جميع الحلقات عندما تكون ملكات الدراق (drag queens) في «غرفة التحضير»  يستعدن للمدرج.
لا يستخدم الخبز فقط لفناني الأداء في دراق (drag)، بل تبناه العديد من فناني المكياج ويستخدم حالياً لعمل المؤثرات الخاصة في المكياج كالكدمات والجروح بحيث تتجانس المنتجات المطبقة على الوجه بسلاسة لتبدو واقعية قدر الإمكان.
بعد ذلك، حظيت هذه التقنية بشعبية أكبر من قبل العديد من المدونين الذين قاموا بإنشاء مقاطع فيديو وصفحات لتعليم هواة المكياج وعامة الناس كيفية خبز أو طهي الوجه، استحوذ هذا النوع من البرامج التعليمية على مواقع التواصل الاجتماعي مثل اليوتيوب والإنستقرام مما أدى إلى وصول تقنية الخبز إلى التيار الرئيسي باعتباره «كلمة طنانة» جديدة على الإنترنت فجمعت هذه الفيديوهات آلاف المشاهدات، فأحد أكثر البرامج التعليمية شعبية التي تقدمها هايدي حمود (Heidi Hamoud)، تمكنت من الحصول على أكثر من مليوني مشاهدة منذ رفعها في أبريل 2015.
الشخص الذي أخذ هذه التقنية مباشرة من مجتمع دراق (drag) إلى وسائل التواصل الاجتماعي والمشهد التعليمي للمكياج، هو مِس فام (Miss Fame) وهي متسابقة في الموسم السابع على سباق (drag RuPaul)، التي تخطط الآن لجولة المكياج لتعليم الناس فن «الرسم»، وهو مصطلح يستخدم في مجتمع دراق (drag) للإشارة إلى «المكياج». تتميز مِس فام بحضور كبير على اليوتيوب، ليس فقط من خلال قناتها الخاصة من البرامج التعليمية وكيفية توجيهها، ولكن أيضًا عبر قنوات فناني الجمال  "gurus beauty" الأخرين حيث «ترسمهم» وتقدم للمشاهدين نصائح وحيل من مجتمع الدراق (drag).

## المنتجات والأدوات
خافي عيوب (لأفضل النتائج استخدم خافي عيوب أفتح من لون بشرتك)
بودرة إعداد حرة (شفافة بشكل مثالي)
اسفنجة الدمج (بيوتي بلندر)
فرشاة المكياج (فرشاة ناعمة)

## الاستخدامات
كما رأينا أعلاه، توجد طرق مختلفة يمكن بها خبز الوجه، فقد قالت جيمي جرينبرج (Jamie Greenberg)، فنانة المكياج، إن الخبز يقع تحت مظلة التظليل (الكونتور)، والذي يتضمن الإضاءة والتظليل. لذلك يمكن استخدام الخبز إلى جانب الكونتور (التظليل) بشكل غير لامع لتمييز النقاط العليا للوجه. وإلى جانب الكونتور، يمكن أن تعمل أيضًا على إعطاء شكل وهمي. يمكن للخبز مباشرة تحت الكونتور على عظام الخد أن يخلق محيطًا نظيفًا. ويمكن للخبز، المقترن بخاصية الإضاءة (الستروبينق) بالكريم أو البودرة، وضع قاعدة للإضاءة، بالإضافة لزيادة الوضوح.
يستخدم العديد من فناني الأداء تقنية الخبز لأنه يزيد من طول مدة بقاء الماكياج، مما يعني أنه لن يذوب بسهولة أو يفرك أثناء العروض. يستخدم العديد من فنانين المكياج هذه التقنية للمشاهير وعارضي الازياء «كوسيلة لضبط الماكياج الخاص بك عندما تقف تحت الأضواء»، لأنه يقلل من الحاجة إلى عمليات اللمس كما أنه يزيد من تغطية المكياج مما يمنح وجهًا غير لامع لا تشوبه شائبة، وهو أمر يعمل بشكل جيد للمشاهير والاستعراضيين خاصةً عند استخدام التصوير الفوتوغرافي بضوء الفلاش.
ويمكن أيضا أن تستخدم تقنية الخبز كشكل من أشكال تصحيح الألوان، فالأشخاص الذين يعانون من هالات داكنة أسفل أعينهم، يمكنهم استخدام تقنية الخبز على هذه المنطقة للتقليل من وضوح الهالات السوداء حيث يمكن للظلال الفاتحة وسطوع البودرة أو خافي العيوب (الكونسيلر) أن يقلل من الهالات حول العينين. فغالبًا ما يخبز الناس أسفل العينين لتقليل الهالات السوداء وكذلك لمنع الخطوط الدقيقة والتجاعيد، خاصةً في منطقة العين السفلى.
على الرغم من أن العديد من فناني المكياج يجادلون بأنها ليست طريقة جيدة لمقاومة شيخوخة البشرة.
أخيرًا، يستخدم فنانو المكياج أيضًا تقنية الخبز لأسباب عملية، على سبيل المثال عند تطبيق ظلال العيون، غالبًا ما يخبزون تحت العيون لالتقاط أي ظلال للعين قد تسقط على الوجه أثناء التطبيق مما يسمح بإزالة منتج الظلال بسهولة مع المسحوق الزائد.

## وصلات خارجية
•	مستحضر تجميل
•	بودرة الوجه
•	خافي عيوب
•	التظليل (كونتورينق)
•	كريم أساس